# Warisan
Warsan o Warisan, in arabo ورسان‎?, è un quartiere di Dubai. L'area residenziale di Dubai International City occupa la parte nord-occidentale del territorio.

## Geografia fisica
l territorio si sviluppa su un'area di 35,3 km² nella zona orientale di Dubai. È delimitato a nord dalla Al Awir Road (nota anche come E 44), a ovest dalla Sheikh Mohammed Bin Zayed Road (E 311), a est dalla Emirates Road (E 611) e a sud dai quartieri di 
Nadd Hessa e Al Rowaiyah 1.
Il quartiere è suddiviso in quattro sottocomunità:
- Warsan First (comunità 621), detta anche Dubai International City, nella zona nord-occidentale;[3]
- Warsan Second (comunità 622), nella zona centro settentrionale;[4]
- Warsan Third (comunità 811), nella zona nord-orientale;[5]
- Warsan Fourth (comunità 624), nella zona meridionale.[6]